# DaDa
Pour les articles homonymes, voir Dada (homonymie).
Albums de Alice Cooper
Zipper Catches Skin
(1982) Constrictor
(1986)
DaDa est le quinzième album studio d'Alice Cooper ; le huitième en solo et le dernier enregistré pour la compagnie Warner Bros.
I Love America est sorti en single au Royaume-Uni un mois après la sortie de l'album.
Cooper n'aurait aucun souvenir d'avoir enregistré cet album, tout comme l'album précédent, Zipper Catches Skin, à cause de ses problèmes d'alcool de l'époque. Cooper a déclaré « Je les ai écrites, les ai enregistrées, et j'ai tourné pour elles et je ne me souviens de rien de tout ça ». Il n'y eut pas de tournée pour promouvoir DaDa et aucune de ses chansons n'a été jouée en concert.

## Liste des titres
Toutes les pistes par Alice Cooper, Bob Ezrin et Dick Wagner, sauf indication.
| No | Titre               | Auteur                                  | Durée |
| -- | ------------------- | --------------------------------------- | ----- |
| 1. | DaDa                | Bob Ezrin                               | 4:45  |
| 2. | Enough's Enough     | Cooper, Dick Wagner, Graham Shaw, Ezrin | 4:19  |
| 3. | Former Lee Warmer   | Cooper, Wagner, Ezrin                   | 4:07  |
| 4. | No Man's Land       | Cooper, Wagner, Ezrin                   | 3:51  |
| 5. | Dyslexia            | Cooper, Wagner, Shaw, Ezrin             | 4:25  |
| 6. | Scarlet and Sheba   | Cooper, Wagner, Ezrin                   | 5:18  |
| 7. | I Love America      | Cooper, Wagner, Shaw, Ezrin             | 3:50  |
| 8. | Fresh Blood         | Cooper, Wagner, Ezrin                   | 5:54  |
| 9. | Pass the Gun Around | Cooper, Wagner                          | 5:46  |

## Personnel
- Alice Cooper : chants
- Dick Wagner : guitare, basse
- Graham Shaw : claviers
- Bob Ezrin : batterie, percussions, claviers
- Richard Kolinka (Téléphone) : batterie (Former Lee Warmer, Scarlet And Sheba, Pass The Gun Around)
- John Anderson : batterie (Fresh Blood)
- Prakash John : basse (Fresh Blood)